# Бахман Гобади
Бахман Гобади (на кюрдски به‌همه‌نی قوبادی, на фарси: بهمن قبادی, на латиница Bahman Ghobadi или по кюрдското произношение Behmen Qubadî) е кюрдски кинорежисьор, роден в Иран.
Двукратен носител на Златната раковина на международния филмов фестивал в Сан Себастиан (за „Костенурките също летят“ през 2004 г. и „Половин луна“ през 2006 г.), както и на ред други престижни награди. Особено скъпи са му темите, свързани с обезправеното положение, историята и културата на кюрдите.